# Плевенски колорит
Плевенски колорит е червен винен сорт грозде, селектиран в Института по лозарство и винарство в гр.Плевен, чрез кръстосване на сортовете Вилар блан и Молдовски колорит.
Лозите се отличават със силен растеж, висока родовитост и добивност. Физиологичната зрелост на гроздето настъпва към края на август, а технологичната – в началото на октомври. Сортът е устойчив на мана и гниене.
Гроздът е средно голям (236 г.), коничен, рехав. Зърната са средно големи, овални, тъмносини, с дебела здрава кожица. Месото, сока и кожицата са силно оцветени.
От Плевенски колорит се получават интензивно червено оцветени трапезни вина, плътни, екстрактивни, с хармоничен вкус и специфичен плодов аромат. Средната захарност е 20 %, а киселините – 11 г./л.